# Conjugación de verbos muiscas
En el idioma muisca hay dos clases de verbos, que están agrupados en dos tipos de conjugación, según el tiempo presente-pretérito esté marcado por los sufijos -squa o -suca. Puesto que los verbos muiscas no tienen terminaciones que indiquen número ni persona en los diversos tiempos, la conjugación incluye los pronombres adyacentes, o prefijos personales (ze-, um-, a-, chi-, mi-, a-).

## Primera conjugación
La primera conjugación es la de los verbos terminados en “squa”. La siguiente es la conjugación del verbo quysqua (hacer).
- Raíz: quy

- Verbo en infinitivo: bquysqua

### Tiempos
Pretérito perfecto y pluscuamperfecto
| Muysc cubun | Español                      |
| ----------- | ---------------------------- |
| zebquy      | yo hice o había hecho        |
| umbquy      | tú hiciste, etc.             |
| abquy       | él / ella hizo, etc.         |
| chibquy     | nosotros hicimos, etc.       |
| mibquy      | vosotros hicisteis, etc.     |
| abquy       | ellos / ellas hicieron, etc. |

Presente y pretérito imperfecto
| Muysc cubun | Español                   |
| ----------- | ------------------------- |
| zebquysqua  | yo hago o hacía           |
| um bquysqua | tú haces o hacías         |
| abquysqua   | él / ella hace o hacía    |
| chibquysqua | nosotros hacemos, etc.    |
| mibquysqua  | vosotros hacéis, etc.     |
| abquysqua   | ellos / ellas hacen, etc. |

Futuro
| Muysc cubun | Español             |
| ----------- | ------------------- |
| zebquynga   | yo haré             |
| umbquynga   | tú harás            |
| abquynga    | él / ella hará      |
| chibquynga  | nosotros haremos    |
| mibquynga   | vosotros haréis     |
| abquynga    | ellos / ellas harán |

### Supino primero
| Muysc cubun | Español                  |
| ----------- | ------------------------ |
| zebquyioa   | hacer o para hacer yo    |
| umbquyioa   | para hacer tú            |
| abquyioa    | para hacer él / ella     |
| chibquyioa  | para hacer nosotros      |
| mibquyioa   | para hacer vosotros      |
| abquyioa    | para hacer ellos / ellas |

### Supino segundo
| Muysc cubun | Español |
| ----------- | ------- |
| quyca       | hacer   |

### Participios
Pretérito perfecto y pluscuamperfecto:
| Muysc cubun | Español                           |
| ----------- | --------------------------------- |
| chaquyia    | yo, el que hice o había hecho     |
| maquyia     | tú, el que hiciste, etc.          |
| quyia       | él / ella, que hizo, etc.         |
| chiquyia    | nosotros, los que hicimos, etc.   |
| miquyia     | vosotros, los que hicisteis, etc. |
| quyia       | ellos / ellas, que hicieron       |

Presente y pretérito imperfecto:
| Muysc cubun | Español                         |
| ----------- | ------------------------------- |
| chaquysca   | yo, el que hago o hacía         |
| maquysca    | tú, el que haces, etc.          |
| quysca      | él / ella que hace, etc.        |
| chiquysca   | nosotros, los que hacemos, etc. |
| miquysca    | vosotros, los que hacéis, etc.  |
| quysca      | ellos / ellas, que hacen, etc.  |

Futuro:
| Muysc cubun | Español                           |
| ----------- | --------------------------------- |
| chaquynga   | yo, el que haré o tengo que hacer |
| maquynga    | tú, el que harás, etc.            |
| quynga      | él / ella, que hará               |
| chiquynga   | nosotros, los que haremos         |
| miquynga    | vosotros, los que haréis          |
| quynga      | ellos / ellas, que harán          |

Futuro segundo:
| Muysc cubun   | Español                             |
| ------------- | ----------------------------------- |
| chaquyngepqua | yo, el que había de hacer           |
| maquyngepqua  | tú, el que habías de hacer          |
| quyngepqua    | él / ella, que había de hacer       |
| chiquyngepqua | nosotros, los que habíamos de hacer |
| miquyngepqua  | vosotros, los que habíais de hacer  |
| quyngepqua    | ellos / ellas, que habían de hacer  |

### Imperativos
Imperativo primero:
| Muysc cubun | Español        |
| ----------- | -------------- |
| quyû        | haz tú         |
| quyuua      | haced vosotros |

Imperativo segundo:
| Muysc cubun | Español                      |
| ----------- | ---------------------------- |
| chaquysca   | esté yo haciendo             |
| maquysca    | estés tú haciendo            |
| quysca      | esté él / ella haciendo      |
| chiquysca   | estemos nosotros haciendo    |
| miquysca    | estéis vosotros haciendo     |
| quysca      | estén ellos / ellas haciendo |

Imperativo segundo A:
| Muysc cubun | Español             |
| ----------- | ------------------- |
| chaquyia    | haga yo             |
| maquyia     | hagas tú            |
| quyia       | haga él / ella      |
| chiquyia    | hagamos nosotros    |
| miquyia     | hagáis vosotros     |
| quyia       | hagan ellos / ellas |

## Segunda conjugación
La segunda conjugación es la de los verbos terminados en “suca”. La siguiente es la conjugación del verbo guitysuca (azotar).
- Raíz: guity

- Verbo intransitivo: bguitysuca

### Tiempos
Pretérito perfecto y pluscuamperfecto:
| Muysc cubun | Español                      |
| ----------- | ---------------------------- |
| zeguity     | yo azoté o había azotado     |
| umguity     | tú azotaste, etc.            |
| aguity      | él / ella azotó, etc.        |
| chiguity    | nosotros azotamos, etc.      |
| miguity     | vosotros azotasteis, etc.    |
| aguity      | ellos / ellas azotaron, etc. |

Presente y pretérito imperfecto:
| Muysc cubun  | Español                    |
| ------------ | -------------------------- |
| zeguitysuca  | yo azoto o azotaba         |
| umguitysuca  | tú azotas, etc.            |
| aguitysuca   | él / ella azota, etc.      |
| chiguitysuca | nosotros azotamos, etc.    |
| miguitysuca  | vosotros azotáis, etc.     |
| aguitysuca   | ellos / ellas azotan, etc. |

Futuro:
| Muysc cubun   | Español                |
| ------------- | ---------------------- |
| zeguitynynga  | yo azotaré             |
| umguitynynga  | tú azotarás            |
| aguitynynga   | él / ella azotará      |
| chiguitynynga | nosotros azotaremos    |
| miguitynynga  | vosotros azotareis     |
| aguitynynga   | ellos / ellas azotarán |

### Supino primero
| Muysc cubun | Español                            |
| ----------- | ---------------------------------- |
| zeguityioa  | azotar o para azotar yo            |
| umguityioa  | para azotar tú                     |
| aguityioa   | para azotar él / ella              |
| chiguityioa | para azotar nosotros               |
| miguityioa  | para azotar vosotros               |
| aguityioa   | azotar o para azotar ellos / ellas |

### Supino segundo
| Muysc cubun | Español  |
| ----------- | -------- |
| guityca     | a azotar |

### Participios
Pretérito perfecto y pluscuamperfecto:
| Muysc cubun | Español                            |
| ----------- | ---------------------------------- |
| chaguity    | yo, el que azoté o había azotado   |
| maguity     | tú, el que azotaste, etc.          |
| guity       | él / ella, que azotó, etc.         |
| chiguity    | nosotros, los que azotamos, etc.   |
| miguity     | vosotros, los que azotasteis, etc. |
| guity       | ellos / ellas, que azotaron, etc.  |

Presente y pretérito imperfecto:
| Muysc cubun  | Español                          |
| ------------ | -------------------------------- |
| chaguitysuca | yo, el que azoto o azotaba       |
| maguitysuca  | tú, el que azotas, etc.          |
| guitysuca    | él / ella, que azota, etc.       |
| chiguitysuca | nosotros, los que azotamos, etc. |
| miguitysuca  | vosotros, los que azotáis, etc.  |
| guitysuca    | ellos / ellas, que azotan, etc.  |

Futuro:
| Muysc cubun   | Español                            |
| ------------- | ---------------------------------- |
| chaguityninga | yo, el que azotaré o he de azotar  |
| maguityninga  | tú, el que azotarás, etc.          |
| guityninga    | él / ella, que azotará, etc.       |
| chiguityninga | nosotros, los que azotaremos, etc. |
| miguityninga  | vosotros, los que azotareis, etc.  |
| guityninga    | ellos / ellas, que azotarán, etc.  |

Futuro segundo:
| Muysc cubun        | Español                              |
| ------------------ | ------------------------------------ |
| chaguitynynguepqua | yo, el que había de azotar           |
| maguitynynguepqua  | tú, el que habías de azotar          |
| guitynynguepqua    | él / ella, que había de azotar       |
| chiguitynynguepqua | nosotros, los que habíamos de azotar |
| miguitynynguepqua  | vosotros, los que habíais de azotar  |
| guitynynguepqua    | ellos / ellas, que habían de azotar  |

### Imperativos
Imperativo primero:
| Muysc cubun | Español         |
| ----------- | --------------- |
| guityû      | azota tú        |
| guityuua    | azotad vosotros |

Imperativo segundo:
| Muysc cubun  | Español                      |
| ------------ | ---------------------------- |
| chaguitysuca | esté yo azotando             |
| maguitysuca  | estés tú azotando            |
| guitysuca    | esté él / ella azotando      |
| chiguitysuca | estemos nosotros azotando    |
| miguitysuca  | estéis vosotros azotando     |
| guitysuca    | estén ellos / ellas azotando |

Imperativo segundo A:
| Muysc cubun | Español              |
| ----------- | -------------------- |
| chaguityua  | azote yo             |
| maguityua   | azotes tú            |
| guityua     | azote él / ella      |
| chiguityua  | azotemos nosotros    |
| miguityua   | azotéis vosotros     |
| guityua     | azoten ellos / ellas |

Los verbos, inseparablemente, llevan siempre los pronombres adyacentes (ze-, um-, a-, chi-, mi-, a-), como se ha visto en las dos conjugaciones, de tal manera que aunque se coloque al verbo otro nombre u otro pronombre sustantivo, el pronombre adyacente no puede ser suprimido. Ejemplos: zeguitysuca (yo azoto). Se puede añadir hycha, pero no quitar el pronombre ze-; entonces se dirá hycha zeguitysuca. En Pedro aguity (Pedro azotó), sin quitar la a-. Se exceptúan los verbos que tienen al principio b, l, m, en los cuales es más usado, en la primera persona, quitar el pronombre ze- y comenzar por la b o por la m, como en el verbo zebquysqua, en que se usa más bquysqua; y en zemnypquasuca, en que se usa más mnypquasuca.